# Vern Schuppan
Vern Schuppan, né le 19 mars 1943 à Booleroo Whyalla, est un pilote automobile australien.

## Biographie
En 1971, il obtient un titre de Champion britannique de Formula Atlantic, puis en 1973 il est vainqueur du Grand Prix de Singapour en Formule Libre sur March 722, voiture qui lui permet un ans plus tard de gagner aussi le Grand Prix de Macao, alors en Formule Pacifique. Il récidive dans cette dernière épreuve en 1976, cette fois sur Ralt, et il remporte la même année les Rothmans International Series avec la Lola T332 (il sera encore deuxième de ce championnat en 1978).
Il participe à neuf Grands Prix de Formule 1. Il dispute aussi cinq fois les 500 Miles d'Indianapolis, avec une troisième place comme meilleur résultat en 1981, mais c'est en sport-prototypes qu'il obtient ses résultats les plus éloquents, avec entre autres une victoire aux 24 Heures du Mans 1983, et la même année un titre de champion du Japon de Sport-Prototypes, dans lequel il est le lauréat de deux courses de 1 000 kilomètres à Fuji et à Suzuka à moins d'un mois d'écart (troisième du championnat en 1984, 1985 et 1986). Il arrête sa carrière en 1992, année où il participe aux 24 Heures de Daytona.
Ses autres performances en compétitions d'endurance sont encore des victoires aux 1 000 kilomètres de Fuji en 1985 et 1989, une deuxième place aux 1 000 kilomètres de Spa en 1973 (récidive en 1982), une autre aux 24 Heures du Mans 1977 avec Jean-Pierre Jarier puis en 1982 avec Jochen Mass, et une dernière aux 9 Heures de Kyalami avec Derek Bell. 
En 1983, son année la plus fournie en récompenses notables, il s'impose deux fois sur 500 kilomètres au Japon, à Suzuka et à Fuji, et une fois sur 500 miles en octobre (à Fuji). Entre 1984 et 1986 il obtient encore les 500 miles de Fuji (1984 et 1986), les 500 kilomètres de Suzuka (1984), et les 500 kilomètres de Fuji (1986). En 1987 il gagne cette fois aux États-Unis, lors des 500 kilomètres de Watkins Glen en championnat IMSA.

## Résultats en championnat du monde de Formule 1
| Saison | Écurie                          | Châssis | Moteur      | Pneus     | GP disputés | Points inscrits | Classement |
| ------ | ------------------------------- | ------- | ----------- | --------- | ----------- | --------------- | ---------- |
| 1974   | Team Ensign                     | N174    | Cosworth V8 | Firestone | 5           | 0               | Nc.        |
| 1975   | Embassy Racing with Graham Hill | GH1     | Cosworth V8 | Goodyear  | 1           | 0               | Nc.        |
| 1977   | Team Surtees                    | TS19    | Cosworth V8 | Goodyear  | 3           | 0               | Nc.        |

## Résultats aux 24 heures du Mans
| Année | Équipe                                   | Voiture         | Équipiers                                   | Résultat  |
| ----- | ---------------------------------------- | --------------- | ------------------------------------------- | --------- |
| 1973  | Gulf Research Racing                     | Mirage M6       | Mike Hailwood John Watson                   | Abandon   |
| 1974  | Gulf Research Racing                     | Gulf Mirage GR7 | Reine Wisell                                | Abandon   |
| 1975  | Gulf Research Racing                     | Gulf Mirage GR8 | Jean-Pierre Jaussaud                        | 3e        |
| 1976  | Grand Touring Cars Inc                   | Mirage GR8      | Derek Bell                                  | 5e        |
| 1977  | Grand Touring Cars                       | Mirage GR8      | Jean-Pierre Jarier                          | 2e        |
| 1978  | Grand Touring Cars Inc Ford Cons. France | Mirage M9       | Jacques Laffite Sam Posey                   | 10e       |
| 1979  | Grand Touring Cars Inc Ford Cons. France | Ford M10        | Derek Bell David Hobbs Jean-Pierre Jaussaud | Abandon   |
| 1981  | Porsche System Engineering               | Porsche 936/81  | Jochen Mass Hurley Haywood                  | 12e       |
| 1982  | Rothmans Team Porsche                    | Porsche 956     | Jochen Mass                                 | 2e        |
| 1983  | Rothmans Porsche                         | Porsche 956     | Hurley Haywood Al Holbert                   | Vainqueur |
| 1984  | Porsche Kremer Racing                    | Porsche 956     | Jean-Pierre Jarier Alan Jones               | 6e        |
| 1985  | Rothmans Porsche                         | Porsche 962C    | Al Holbert John Watson                      | Abandon   |
| 1986  | Rothmans Porsche                         | Porsche 962C    | Drake Olson Bob Wollek Jochen Mass          | Abandon   |
| 1987  | Rothmans Porsche AG                      | Porsche 962C    | Jochen Mass Bob Wollek                      | Abandon   |
| 1988  | Porsche AG                               | Porsche 962C    | Sarel van der Merwe Bob Wollek              | Abandon   |
| 1989  | Omron Team Schuppan                      | Porsche 962C    | Eje Elgh Gary Brabham                       | 13e       |